# ヤマロ・ネネツ自治管区

ヤマロ・ネネツ自治管区
Ямало-Ненецкий автономный округ
Ямалы-Ненёцие автономной ӈокрук

ヤマロ・ネネツ自治管区（ヤマロ・ネネツじちかんく、ロシア語: Ямало-Ненецкий автономный округ, ネネツ語: Ямалы-Ненёцие автономной ӈокрук, Yamalia）は、ロシア連邦中部、チュメニ州に属する自治管区。

## 地理
西シベリア平原の西北部に位置し、北極海の一部であるカラ海に面し、半分以上は北極圏（北緯66度33分39秒）に属し、一部はウラル山脈の東稜にかかっている。オビ川が北に流れ、西のヤマル半島と東のギダン半島を大きく隔てるオビ湾に注ぐ。大陸の最北端は北緯73度で、北極円から800 kmの距離である。
オーロラの発生に伴う磁気嵐が頻繁に発生する。

## 歴史
紀元前3000年ごろに初めて、オビ川やタズ川の流域に人の定住が始まった。
その約1000年後に南シベリアのサモイェード系の人々が定着し、ネネツ人となった。
シビル・ハン国。
1500年ごろ以降、ロシア人商人たちが入り、1595年にはコサックによって港町オブドルスク（現在のサレハルド）が建設された。
1930年12月10日にウラル州に属するヤマル民族管区として設置された。

## 住民
民族構成はロシア人62.9%、ネネツ人8.9%、タタール人4.7%、ウクライナ人4.5%など。ほか、クラスノセリクプ地区にセリクプ人が居住している。

## 主な都市
- ノヴィ・ウレンゴイ
- ノヤブリスク
- サレハルド - 首都
- ラビトナンギ

## 経済
天然ガスと原油の採掘が主な産業である。
- ウレンゴイ・ガス田（英語版）
- ユジノルスコエガス田
- ナホトキンスコエ・ガス田
- ヤンブルグ・ガス田（英語版）
- エチ・プロフスコイ油田（ロシア語版）

住民は伝統的にトナカイの放牧や猟、漁猟を営む。

## 標準時
この地域は、エカテリンブルク時間帯の標準時を使用している。時差はUTC+5時間で、夏時間はない。（2011年3月までは標準時がUTC+5で夏時間がUTC+6、同年3月から2014年10月までは通年UTC+6であった）